# Elektroinstallation Oberlind
VEB Elektroinstallation Oberlind – niemieckie przedsiębiorstwo państwowe produkujące modele kolejowe w skali H0.

## Historia
Na jesiennych targach w Lipsku w 1949 roku firma PICO zaprezentowała pierwsze niemieckie modele kolejowe w skali H0. W 1951 roku zapadła decyzja przeniesienia miejsca produkowania kolejek elektrycznych do Sonnebergu. Kolejki elektryczne wyprodukowano w państwowym przedsiębiorstwie VEB Elektroinstallation Oberlind. Wkrótce rozpoczęto także produkowanie nowych lokomotyw i wagonów oraz również zasilaczy i torów. W 1958 roku powstało zjednoczenie zakładów państwowych skupiające niemieckich producentów modeli kolejowych.
Po zjednoczeniu Niemiec przedsiębiorstwo zostało przekształcone w spółkę z ograniczoną odpowiedzialnością. Wtedy powiernicy próbowali usilnie sprzedać firmę inwestorowi. Po okresie kłopotów, który obfitował znacznym spadkiem produkcji kolejek elektrycznych, przedsiębiorstwo zostało sprywatyzowane.